# Paul Walden
Paul Walden (født 26. juli 1863, død 22. januar 1957) var en tyskbaltisk kemiker. Han blev født i Rozula nær Cēsis (Guvernement Livland) i Russiske Kejserrige og studerede først på Rigas Polytekniske institut og Sankt Petersborgs Statsuniversitet før han fik sin doktorgrad fra Leipzig Universitet i 1891 sammen med Wilhelm Ostwald. 
Walden forlod Baltikum efter Den Russiske Revolution i 1917 og accepterede stillinger i Tyskland. Walden inversionen er opkaldt efter ham. Walden opfandt ligeledes ethylammonium nitrat  som det første eksempel på en ionisk væske. Walden er ligeledes kendt for sin bog fra 1949, History of Chemistry, som er en gennemgang af datidens forskning indenfor det historisk kemiske område.